# Tonadilla

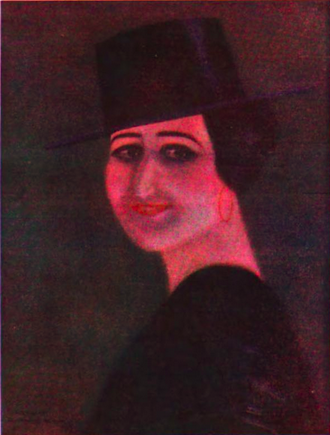
"La Tonadillera", interprète de tonadilla, (gouache de Carlos Raygada).

La tonadilla est une petite pièce musicale en vogue à Madrid au XVIIIe siècle. Elle fut également populaire dans d'autres pays de langue espagnole, notamment à Cuba.
À l'origine il s'agissait d'une simple chanson accompagnée à la guitare, elle fut ensuite jouée comme interlude au théâtre (tonadilla escénica).
L'âge d'or du genre se situe entre 1770 et 1810 : plus de 2 000 tonadillas sont composées pendant cette période.